# 山田陽太郎
山田 陽太郎（やまだ ようたろう、1974年 - ）は、日本の実業家・元官僚。江綿株式会社 代表取締役社長、百善株式会社 代表取締役社長、中和物産株式会社 代表取締役。大阪商工会議所 議員、大阪織物商保険組合 理事、大阪船場丼池筋連盟 理事長、船場問屋連合会長などに就任。

## 人物
大阪府大阪市出身。大阪星光学院高等学校を経て、東京大学法学部を卒業。
建設省に入省し、2003年(平成15年)ハーバード大学大学院J.F.ケネディースクール修了後、岩手県警察本部 交通部 交通指導課長(警視)、国土交通省都市・地域整備局市街地整備課市街地整備制度室 課長補佐、内閣府本府 政策統括官 参事官補佐、国土交通省住宅局建築指導課 課長補佐、川越市都市計画部都市計画部長などを歴任した。
退官後、2010年(平成22年)11月に江綿株式会社 代表取締役専務を経て、2017年(平成29年)9月より江綿株式会社 代表取締役社長。故 山田 文明 江綿株式会社前会長は父。

## 学歴・職歴
- 1992年(平成4年)東京大学(文科一類)入学
- 1997年(平成9年)東京大学法学部 卒業

　　　　　　　　　  建設省建設都市局都市計画課 事務官
- 1999年(平成11年)建設省建設経済局宅地課 宅地政策係長
- 2000年(平成12年)総務庁人事局 職員第一係長
- 2001年(平成13年)総務省人事・恩給局 服務係長

　　　　　　　　　　 国土交通省大臣官房人事課(留学)
- 2003年(平成15年)ハーバード大学大学院J.F.ケネディースクール(MPA2) 修了

　　　　　　　　　　国土交通省総合政策局政策課 政策第一係長
- 2004年(平成16年)岩手県警察本部 交通部交通指導課長
- 2006年(平成18年)国土交通省都市・地域整備局市街地整備課市街地整備制度調整室 課長補佐
- 2007年(平成19年)内閣府本府 政策統括官(経済政策運営担当)参事官補佐
- 2008年(平成20年)国土交通省住宅局建築指導課 課長補佐
- 2010年(平成22年)川越市 都市計画部 都市計画部長

　　　　　　　　　　 江綿株式会社 代表取締役専務
- 2017年(平成29年)江綿株式会社 代表取締役社長

## 団体・公職歴
- 2014年(平成26年)大阪織物商保険組合 理事
- 2020年(令和2年)大阪商工会議所1号議員[2]
- 2021年(令和3年)公益社団法人 東納税協会 理事
- 2022年(令和4年)大阪船場丼池筋連盟 理事長[3]

## 記事・論文
- 「高層住宅誘導地区の創設及びマンション等共同住宅の容積率規制の合理化--都市計画法及び建築基準法の一部を改正する法律」
- 「ほりゅうち 大学の風景」